# Stopplaats Notter
Stopplaats Notter (telegrafische code: no) is een voormalig stopplaats aan de Spoorlijn Deventer - Almelo. De halte werd geopend op 1 september 1888 en gesloten op 1 juni 1923. De stopplaats was gelegen bij de buurtschap Notter in de gemeente Wierden. Bij de halte was een baanwachterswoning aanwezig.